# 圣弗朗希
圣弗朗希（法語：Saint-Franchy，法語發音：[sɛ̃ fʁɑ̃ʃi]）是法国涅夫勒省的一个市镇，属于讷韦尔区。

## 地理
圣弗朗希（47°8'22"N, 3°27'40"E）面积18.63 平方千米，位于法国勃艮第-弗朗什-孔泰大區涅夫勒省，该省份为法国中部省份，北至约讷省，西北接卢瓦雷省，西接谢尔省，南至阿列省，东南接索恩-卢瓦尔省，东临科多尔省。
与圣弗朗希接壤的市镇（或旧市镇、城区）包括：克吕拉维尔、吕尔西堡、穆西、乌隆、圣玛丽、圣索日。

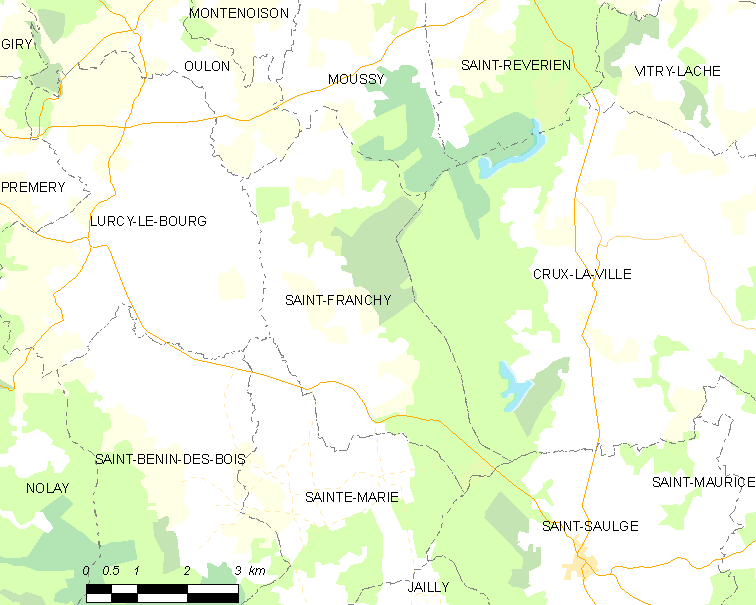
圣弗朗希的OSM定位图

圣弗朗希的时区为UTC+01:00、UTC+02:00（夏令时）。

## 行政
圣弗朗希的邮政编码为58330，INSEE市镇编码为58240。

## 政治
圣弗朗希所属的省级选区为盖里尼县。

## 人口

1962-2008年间圣弗朗希人口变化图示

圣弗朗希于2022年1月1日时的人口数量为80人。